# نوکجوب
نوکجوب روستایی در دهستان بمپور شرقی ،بخش مرکزی شهرستان بمپور استان سیستان و بلوچستان ایران است.

## جمعیت
بر پایه سرشماری عمومی نفوس و مسکن در سال ۱۳۹۵ جمعیت این مکان ۲٬۵۶۱ نفر (۶۷۹خانوار) بوده‌است.